# Niżnieiwkino
Niżnieiwkino (ros. Нижнеивкино) – osiedle typu miejskiego w Rosji, w obwodzie kirowskim, w rejonie kumiońskim. W 2010 liczyło 2149 mieszkańców.